# مبدأ المعاملة بالمثل
مبدأ المعاملة بالمثل أو الأخذ والعطاء (بالإنجليزية: norm of reciprocity)‏ يتطلب أن نرد ما يفعله الآخرون معنا بمثله. يمكن فهمه على أنه توقع أن يتجاوب الناس بشكل إيجابي مع بعضهم البعض عن طريق رد المنفعة بمنفعة، ورد الضرر بلا مبالاة أو عداء. كثيرًا ما يتخذ المعيار الاجتماعي للمعاملة بالمثل أشكالًا مختلفة باختلاف مجالات الحياة الاجتماعية، أو باختلاف المجتمعات. لكن جميعها تختلف عن الأفكار المتعلقة بالامتنان، أو أخلاقيات التعامل، أو النوايا الحسنة المتبادلة. يعكس مبدأ المعاملة بالمثل مفهوم الإيثار المتبادل في علم الأحياء التطوري. غير أن النظرية التطورية -وبالتالي علم الأحياء الاجتماعي- لم تلق استحسانًا لدى أغلب علماء النفس. أدى ذلك إلى إحياء الإيثار المتبادل تحت المفهوم الاجتماعي النفسي الجديد، وهو مبدأ المعاملة بالمثل. طُبق مبدأ الإيثار المتبادل على أنواع وفصائل مختلفة -منها البشر- بينما يستخدم أغلب علماء النفس الرئيسيون مبدأ المعاملة بالمثل لتفسير سلوك البشر فقط.
المعيار الأساسي للمعاملة بالمثل يشكل في حد ذاته أداةً قويةً لتحفيز وخلق ودعم وتنظيم السلوك التعاوني اللازم للمنظمات الاجتماعية القائمة على الاكتفاء الذاتي، والسيطرة على الضرر الذي يتسبب به عديمو الضمير، والإسهام في استقرار النظام الاجتماعي. انظر المناقشات في نظرية واحدة بواحدة والمعاملة بالمثل (علم النفس الاجتماعي). بيد أنه يمكن استخدام قوة معيار المعاملة بالمثل وانتشاره ضد مصلحة المتغافلين، وهو يشكل الأساس لنجاح العديد من ألعاب الائتمان الخبيثة. من الأمثلة البسيطة -والتي تكون أقل كيدًا في الأغلب- هي الأساليب المستخدمة في الإعلان وغيرها من الدعاية الأخرى، إذ تُقدَّم هدية صغيرة من نوع ما يتوقع أن تنتج رغبة من جانب المتلقي في أن يبادلها بطريقة ما، مثلًا بشراء منتج أو تقديم تبرع أو أن تصبح أكثر تقبلا لحجة ما. من هذه الأمثلة البسيطة هدايا الملصقات والأقلام التي توزعها المؤسسات الخيرية، والزهور التي يوزعها أعضاء مجموعة هاري كريشنا.

## الإيجابيات والسلبيات
هناك عنصران أساسيان في مبدأ المعاملة بالمثل هما الجوانب الإيجابية والسلبية لهذا المصطلح.
أحد المعايير الإيجابية للمعاملة بالمثل هو «الالتزامات المتضمَّنة الناشئة عن رد المنفعة بمنفعة أو الخدمة بخدمة. يشعر المتلقي بأنه مدين بالمعروف أو الجميل إلى أن يرده» (تشين، 2009). إن المعيار الإيجابي للمعاملة بالمثل هو توقع اجتماعي شائع يحدث فيه أن يتوقع شخص سبق أن قدم مساعدة لآخر بردود فعل إيجابية سواء في شكل هدية أو مجاملة أو إعارة أو مرجع وظيفي، إلخ. تعني المعاملة الإيجابية بالمثل في علم النفس الاجتماعي الاستجابة لعمل إيجابي بعمل إيجابي آخر (مكافأة الأعمال الطيبة). إن هذا المعيار قوي لدرجة تسمح للمانح الأول أن يطلب شيئًا مقابل ما أُعطي، بدلًا من أن يضطر إلى انتظار الحصول على المقابل طوعًا. في بعض الحالات، لا يتعين على الشخص أن يطلب من الشخص الآخر أن يرد له المعروف، فذلك مفهوم ضمنيًا بالفعل. تعمل المعاملة بالمثل على مستوى الاستحسان أيضًا، نحن نحب الأشخاص الذين يساعدوننا، ونكره أولئك الذين يطلبون المساعدة ولكنهم لا يردونها قط. كثيرًا ما يكون الرفض كافيًا لحمل الناس على اللجوء لمبدأ المعاملة بالمثل.
«يعكس المعيار السلبي للمعاملة بالمثل الطريقة التي يتصرف بها الأفراد تجاه المعاملة غير المناسبة لمصلحتهم، ومصلحة مهام الحفاظ على التوازن في النظم الاجتماعية» (تشين، 2009). المعيار السلبي للمعاملة بالمثل يؤكد على الرد بمعاملة غير مناسبة ردًا على سوء المعاملة، على النقيض من المعيار الإيجابي للمعاملة بالمثل. مبدأ هذا المعيار هو رادع قوي لإساءة المعاملة في المجتمع سواء كانت موجزة أو صارخة. يستثير إلحاق الأذى بالآخرين الغضب والانتقام، لذلك من المرجح أن ينتقم الأشخاص الذين يتلقون معاملة سلبية انتقامًا غاضبًا. أظهرت الدراسات أن الأفراد الذين يميلون إلى الغضب يمكن أن يؤيدوا بقوة أكبر المبدأ السلبي للمعاملة بالمثل، تبريرًا لعدائيتهم بمعاقبة المحرض على إساءة المعاملة (آيزنبرغ، ولاينتش، وآسيلاج، وروهوديك، 2004). وجد كارلسميث، ودارلي، وروبنسون (2002) أن أغلب طلاب الجامعات يعتقدون أن حجم العقوبة في الجرائم الجنائية لابد أن يتحدد وفقًا لخطورة الجريمة وليس وفقًا لفعالية العقاب في منع مثل هذه الجرائم فيما بعد.
هناك أيضًا أفكار متباينة عندما يتعلق الأمر بالتمييز بين المعايير السلبية والإيجابية للمعاملة بالمثل. «على النقيض من المعيار الإيجابي للمعاملة بالمثل، أشار السير غولدنر (1960) أيضًا إلى جانب سلبي للمعاملة بالمثل وهي مشاعر الانتقام التي لا ينصب التركيز فيها على رد الاستحقاقات بل على رد الأضرار».
«على عكس المعيار الإيجابي من المعاملة بالمثل اقترح غولدنر (1960) أيضًا معيارًا سلبيًا للمعاملة بالمثل أو مشاعر الثأر، إذ يُركَّز ليس على رد المنفعة ولكن على رد الضرر» (تشين، 2009). وعلى هذا فإن هناك خطًا رماديًا رفيعًا يفصل بين ما يمكن اعتباره معيارًا إيجابيًا ومعيارًا سلبيًا. ولكن كلًا من معياري المعاملة بالمثل هما آليتان اعتمدها الإنسان من أجل الحفاظ على التوازن بين بني البشر. «بناء على ذلك، تعمل المعايير الإيجابية والسلبية للمعاملة بالمثل على السواء بمثابة آليات انطلاق، فضلًا عن دورها في حفظ توازن ثيتا التي تساعد على الشروع في التبادلات المنصفة بين الأشخاص في التطور البشري والحفاظ عليها» (تشين، 2009).

## الخاصة والعامة

### المعاملة الخاصة بالمثل
يشيع استخدام مبدأ المعاملة بالمثل في عديد من الثقافات. تنطوي جميع التقاليد الأخلاقية والدينية الرئيسية على مبدأ المعاملة بالمثل بوصفها القاعدة الأساسية للسلوك الأخلاقي، بدءًا من يسوع («فكل ما تريدون أن يفعل الناس بكم افعلوا هكذا أنتم أيضًا بهم» إلى كونفوشيوس «لا تفعل مع الآخرين ما لا تريد أن يفعله أحد معك»). ربما يحفز الطابع الأخلاقي للمبدأ شعورًا بأن اتباعها أمر حتمي وليس خيارًا، وأن عدم الرد بالمثل ينبغي أن يخلق شعورا بالتأنيب والذنب.

### المعاملة بالمثل عل المستوى العام
توجد طريقة أخرى لفهم الكيفية التي يعمل بها مبدأ المعاملة بالمثل، وهي أن نفهم أن المعروف الأول والرد المقابل له يطبقان دائمًا على المستوى العام. هناك مكافآت اجتماعية كبيرة تتأتى من التمسك بهذا المبدأ، وبالمقابل هناك تكلفة باهظة يتكبدهامن يخترقها. يرفض الناس استمرار انتمائهم لجماعات تنتهك تلك المعايير.
ينص مبدأ المعاملة بالمثل على أن مقدار العائد على المعروف «يساوي تقريبًا» ما قدِّم. تأخذ فكرة التكافؤ تلك شكلين:
- معاملة بالمثل مغايرة الشكل: يمكن أن تختلف الأمور المتبادلة اختلافًا تامًا، ولكن يجب أن تتساوى في القيمة، على النحو الذي يحدده أصحاب المصلحة في الموقف.
- معاملة بالمثل متشابهة: تكون فيه التبادلات متطابقة، إما فيما يتعلق بالأشياء المتبادلة أو بالمواقف التي يجري فيها تبادلها. يتضح أهم تعبير تاريخي للمعاملة بالمثل في المعايير السلبية لهذا المبدأ -كالانتقام مثلًا- إذ لا ينصب التركيز على رد الاستحقاقات، بل على رد الضرر.

غير أن مارك إيه واتلي وزملاءه (1999) وجدوا أن الناس يقدمون خدمات أكثر -مثل تقديم تبرعات أكبر- إذا كان مبدأ المعاملة بالمثل مُعممًا.

## أهميته لاستقرار النظام الاجتماعي
لا تُرد الخدمات المقدمة فوريًا، وقد يستغرق ردّ الجميل وقتًا طويلًا. تُقدَّر هذه الفترة الزمنية الفاصلة بمبدأ المعاملة بالمثل من ناحيتين. أولاً: يجمع صاحب المصلحة الموارد أو الأصول ويعبئها أو يصفيها ليردها بشكل مناسب. ثانيًا: إنها فترة زمنية ينبغي ألا يضرّ فيها الطرف المعني بالأشخاص الذين منحوه المزايا، فالناس مقيدون أخلاقيًا بإظهار الامتنان لمن يُحسِن إليهم أو بالحفاظ على السلام معهم. يمكن على هذا النحو أن تسهم تلك الالتزامات غير المسددة في استقرار النظم الاجتماعية عن طريق تشجيع تبادل المنفعة والسلوكيات التعاونية.